# Hack (Computerspiel)
Hack ist ein Rogue-ähnliches Computerspiel. Entwickelt wurde es 1982 von Jay Fenlason mit Unterstützung von Kenny Woodland, Mike Thome und Jon Payne, damals Schüler an der Lincoln-Sudbury Regional High School in Sudbury. Die Erstveröffentlichung fand am 17. Dezember 1984 im Usenet in der Newsgroup net.sources statt, nachdem es von Andries Brouwer erheblich weiterentwickelt worden war. Brouwer setzte die Entwicklung bis Juli 1985 fort und danach Don Kneller, der es auf MS-DOS portierte.
Hack basiert auf dem Computerspiel Rogue von 1980, von dem zahlreiche Elemente übernommen wurden, einschließlich des Spielziels, das „Amulett von Yendor“ aus einem mehrere Ebenen tiefen Verlies zu bergen. Gegenüber seinem Vorbild führt Hack verschiedene Charakterklassen, Tiere und Läden als zusätzliche Spielelemente ein und erweitert zudem die Liste an Monstern, Gegenständen und Zaubern.
Am 23. Juli 1985 wurde die finale Version 1.0.3 veröffentlicht. Hack ist der Vorgänger des bis heute weiterentwickelten Rogue-artigen Spiels NetHack.

## Typische Spielrunde in Hack
Die Darstellung der Spielwelt erfolgt, wie bereits bei Rogue, mittels ASCII-Zeichen: Räume werden durch Linien und Punkte dargestellt, Gänge durch Rautezeichen (#) und Türen durch ein Pluszeichen (+). Ein @ zeigt die aktuelle Position der Spielfigur (Spielercharakter). Deren weitere Spielwerte, darunter etwa die Lebensenergie (Hp, für engl. hit points, dt.: Trefferpunkte), sind stets am unteren Bildschirmrand eingeblendet. Die Steuerung der Spielfigur erfolgt mittels Tastatureingaben.
```
Du hörst Geräusche in der Ferne.

 

 

 

                                                                  ------
                                                                  |....|
                       -----                                    ##+....|
                       |..$+#                                     |...<|
                       +...|#                                     |....|
                       |...|###############                       ------
                       |...|#             #-----+-----
                       |..%|##            #|.........|
                  #    -----#             #|.
[
......%L
       -+----  ##############             #|.........|
       |....|   #                         #+@........|
       |....+####                        ##-----------
       |....|
       |....+
       ------

 

 

 

 

Level 1    Hp  15(15)   Ac 9    Str 16      Exp  1
```

Das Beispiel zeigt einige weitere Spielelemente: So steht $ für Geld, % für Essen irgendeiner Art, [ für eine Rüstung, < für eine Treppe und L für ein Monster, in diesem Fall einen Leprechaun.